# Thomaz Koch
Thomaz Koch (Porto Alegre, 11 de maio de 1945) é um ex-tenista profissional brasileiro de renome internacional.
Foi o primeiro tenista masculino brasileiro a vencer um torneio de Grand Slam nas duplas mistas, em Roland-Garros, em 1975.
É considerado por diversos analistas esportivos, críticos de tênis e antigos tenistas como um dos dez maiores tenistas brasileiros da Era Aberta.
Em 1966 na Era Profissional, conquistou o título do ATP 500 de Barcelona, infelizmente no site da ATP só é mostrado os nomes dos campeões e os títulos conquistados a partir da Era Aberta.

## Trajetória esportiva

Thomaz Koch em 1971, em foto do Arquivo Nacional

Começou a praticar o tênis com cinco anos de idade, na Associação Leopoldina Juvenil, que ficava quase em frente a sua casa.
Em 1963, aos 18 anos, era o melhor tenista do mundo em sua idade e chegou às quartas-de-final do US Open. Ganhou uma série de grandes torneios internacionais, entre os quais o de Barcelona em 1966, em cima de Manuel Santana, e o torneio de Washington, em cima de Arthur Ashe. Alcançou ainda as quartas-de-final de Wimbledon em 1967, e de Roland Garros em 1968, e foi campeão de duplas mistas em Roland Garros em 1975.
Koch também ganhou duas medalhas de ouro nos Jogos Pan-Americanos de 1967 em Winnipeg, em simples e em duplas masculinas.
Na década de 1970 deu inúmeras vitórias e títulos ao Clube de Regatas do Flamengo, dentre eles o segundo tricampeonato estadual, conquistado em 1976, 1977 e 1978.
Enfrentou grandes dificuldades durante sua carreira; nos anos 1970 um problema de hérnia de disco arruinou seu jogo de saque e voleio, mas mesmo assim ainda conseguiu, no ano de 1974, a sua melhor posição no ranking mundial, terminando a temporada como número 24 do mundo. Por razões financeiras, nunca jogou o Aberto da Austrália.
É o maior jogador da história do Brasil em competições entre países e uma lenda quando se fala em Copa Davis. Em 16 anos de disputa, foram 118 jogos, com 74 vitórias (46 em simples e 28 em duplas). Até hoje, ele é oitavo maior vencedor de todos os tempos da Copa Davis. Ao lado do parceiro de quadras e amigo Edison Mandarino, fez uma dupla inesquecível, conquistaram 23 vitórias e foram derrotados em apenas nove oportunidades.

## Copa Davis
Foi o principal representante brasileiro na Copa Davis, disputando-a por um total de dezesseis anos e sendo o jogador nacional com maior número de vitórias, tanto em simples quanto em duplas. Enfrentou 44 adversários e realizou 118 jogos, tendo vencido 74 vezes, sendo 46 de simples e 28 de duplas.
É o oitavo maior vencedor da Copa Davis de todos os tempos, superado apenas por Nicola Pietrangeli (120), Ilie Nastase (109), Manuel Santana (92), Gottfried von Cramm (82), Alex Metreveli (80) e Balazs Taroczy (76). Em número de vitórias de simples, Koch é 14º.
Fez parceria nas duplas com Edison Mandarino, formando a terceira dupla mais vencedora de todos os tempos, com 23 vitórias e apenas nove derrotas em dez anos de Davis. Koch é ainda o quinto com maior quantidade de vitórias em jogos de duplas (28 em 40), seguido de Mandarino (27 em 37).

## Vida pessoal
Foi casado com a ex-jogadora de vôlei Isabel Salgado.

## Koch Tavares
Junto com Luis Felipe Tavares cria em 1972 uma agência de marketing esportivo denominada Koch Tavares, responsável atualmente pela realização do Brasil Open de Tênis, entre outros eventos.

## Finais da Carreira

### Era Open Simples (3–2)
| Resultado | Nº | Data | Torneio                    | Superfície | Adversário     | Pontos                  |
| --------- | -- | ---- | -------------------------- | ---------- | -------------- | ----------------------- |
| Vitória   | 1. | 1969 | Caracas, Venezuela         | Dura       | Mark Cox       | 8–6, 6–3, 2–6, 6–4      |
| Vitória   | 2. | 1969 | Washington, Estados Unidos | Dura       | Arthur Ashe    | 7–5, 9–7, 4–6, 2–6, 6–4 |
| Vitória   | 3. | 1971 | Caracas, Venezuela         | Dura       | Manuel Orantes | 7–6, 6–1, 6–3           |
| Derrota   | 1. | 1976 | Khartoum, Sudão            | Dura       | Mike Estep     | 4–6, 7–6, 4–6, 3–6      |
| Derrota   | 2. | 1976 | Nuremberg, Alemanha        | Carpete    | Frew McMillan  | 6–2, 3–6, 4–6           |

### Era Open Duplas (3–8)
| Resultado | Nº | Data | Torneio                           | Superfície | Parceiro              | Adversário                                   | Pontos                  |
| --------- | -- | ---- | --------------------------------- | ---------- | --------------------- | -------------------------------------------- | ----------------------- |
| Derrota   | 1. | 1968 | Barcelona, Espanha                | Saibro     | José Edison Mandarino | Carlos Fernández Patricio Rodríguez          | 2–6, 6–3, 6–3, 1–6, 4–6 |
| Derrota   | 2. | 1969 | Londres/Queen's Club, Reino Unido | Grama      | Ove Bengtson          | Owen Davidson Dennis Ralston                 | 6–8, 3–6                |
| Derrota   | 3. | 1971 | Salisbury, Estados Unidos         | Carpete    | Clark Graebner        | Juan Gisbert, Sr. Manuel Orantes             | 3–6, 6–4, 6–7           |
| Vitória   | 1. | 1971 | Macon, Estados Unidos             | Dura       | Clark Graebner        | Željko Franulović Jan Kodeš                  | 6–3, 7–6                |
| Derrota   | 4. | 1971 | Hampton, Estados Unidos           | Dura       | Clark Graebner        | Ilie Năstase Ion Țiriac                      | 4–6, 6–4, 5–7           |
| Vitória   | 2. | 1971 | Caracas, Venezuela                | Saibro     | Edison Mandarino      | Gerald Battrick Peter Curtis                 | 6–4, 3–6, 6–7, 6–4, 7–6 |
| Derrota   | 5. | 1972 | Washington, D.C., Estados Unidos  | Carpete    | Clark Graebner        | Tom Edlefsen Cliff Richey                    | 4–6, 3–6                |
| Derrota   | 6. | 1974 | Gstaad, Suíça                     | Saibro     | Roy Emerson           | José Higueras Manuel Orantes                 | 5–7, 6–0, 1–6, 8–9      |
| Vitória   | 3. | 1975 | Istanbul, Turquia                 | Aberta     | Colin Dibley          | Colin Dowdeswell John Feaver                 | 6–2, 6–2, 6–2           |
| Derrota   | 7. | 1982 | Itaparica, Brasil                 | Carpete    | José Carlos Schmidt   | Givaldo Barbosa {flagicon\|BRA}} João Soares | 6–7, 1–2, RET.          |
| Derrota   | 8. | 1983 | Bahia, Brasil                     | Dura       | Ricardo Cano          | Givaldo Barbosa João Soares                  |                         |

### Duplas Mistas (1)
| Resultado | Data | Torneio          | Superfície | Parceiro           | Adversário                  | Pontos   |
| --------- | ---- | ---------------- | ---------- | ------------------ | --------------------------- | -------- |
| Vitória   | 1975 | Aberto da França | Saibro     | Fiorella Bonicelli | Jaime Fillol Pam Teeguarden | 6–4, 7–6 |

## Jogos Pan-Americanos

### Simples: 1 medalha (1 ouro)
| Posição | Ano  | Local    | Oponente        | Placar             |
| Ouro    | 1967 | Winnipeg | Herb Fitzgibbon | 5–7, 6–3, 6–3, 6–3 |

### Duplas Masculinas: 2 medalhas (1 ouro e 1 bronze)
| Posição | Ano  | Local     | Parceiro         | Oponentes                        | Placar                  |
| Bronze  | 1963 | São Paulo | Iarte Adam       | Francisco Contreras Mario Llamas | 0–6, 7–5, 3–6, 6–3, 9–7 |
| Ouro    | 1967 | Winnipeg  | Edison Mandarino | Marcelo Lara Joaquín Loyo Mayo   | 11–9, 6–2, 6–4          |

### Duplas Mistas: 1 medalha (1 prata)
| Posição | Ano  | Local     | Parceira           | Oponentes                           | Placar   |
| Prata   | 1963 | São Paulo | Maria Esther Bueno | Francisco Contreras Yolanda Ramírez | 3–6, 2–6 |